# UCI-Straßenradsport-Kalender der Frauen 2015
Der UCI-Straßenradsport-Kalender der Frauen 2015 (Elite) umfasste Straßenradrennen zwischen Januar und November 2014. Die einzelnen Eintages- und Etappenrennen werden durch den Weltradsportverband UCI in verschiedene UCI-Kategorien eingestuft:  Weltmeisterschaften (CM), Kontinentalmeisterschaften (CC), Weltcuprennen (CDM), Eintagesrennen der Kategorien 1 und 2 (1.1 bzw. 1.2) sowie Etappenrennen der Kategorien  HC (hors categorie), 1 und 2 (2.HC, 2.1 bzw. 2.2). Bei den Rennen werden Punkte für die Weltrangliste vergeben. In den UCI-Kategorien 1 und 2 konnten außer Radrennfahrerinnen der Elite auch Juniorinnen des letzten Jahrgangs teilnehmen.

## Rennen

### Januar
| Datum   | Rennen                      | Kat. | Siegerin (UCI-Team) |
| ------- | --------------------------- | ---- | ------------------- |
| 10.     | Gran Prix San Luis Femenino | 1.2  | Hannah Barnes (UHC) |
| 11.–16. | Tour Féminin de San Luis    | 2.2  | Janildes Fernandes  |

### Februar
| Datum   | Rennen                                               | Kat. | Siegerin (UCI-Team)        |
| ------- | ---------------------------------------------------- | ---- | -------------------------- |
| 3.–6.   | Ladies Tour of Qatar                                 | 2.1  | Elizabeth Armitstead (DLT) |
| 9.      | Afrikanische Meisterschaften – Mannschaftszeitfahren | CC   | Südafrika                  |
| 11.     | Afrikanische Meisterschaften – Einzelzeitfahren      | CC   | Ashleigh Moolman           |
| 11.     | Asienmeisterschaften – Straßenrennen                 | CC   | Huang Ting-ying            |
| 13.     | Afrikanische Meisterschaften – Straßenrennen         | CC   | Ashleigh Moolman           |
| 13.     | Asienmeisterschaften – Einzelzeitfahren              | CC   | Na Ah-reum                 |
| 13.     | Ozeanische Meisterschaften – Einzelzeitfahren        | CC   | Katrin Garfoot             |
| 14      | Ozeanische Meisterschaften – Straßenrennen           | CC   | Lauren Kitchen             |
| 18.–22. | Neuseeland-Rundfahrt                                 | 2.2  | Tayler Wiles (VEL)         |
| 28      | Omloop Het Nieuwsblad                                | 1.2  | Anna van der Breggen (RBW) |

### März
| Datum | Rennen                                   | Kat. | Siegerin (UCI-Team)        |
| ----- | ---------------------------------------- | ---- | -------------------------- |
| 4.    | Le Samyn des Dames                       | 1.2  | Chantal Blaak (DLT)        |
| 7.    | Strade Bianche                           | 1.1  | Megan Guarnier (DLT)       |
| 8.    | Omloop van het Hageland                  | 1.2  | Jolien D’hoore (WHT)       |
| 12.   | Drentse 8                                | 1.2  | Giorgia Bronzini (WHT)     |
| 14.   | Ronde van Drenthe                        | CDM  | Jolien D’hoore (WHT)       |
| 15.   | Novilon Eurocup                          | 1.2  | Kirsten Wild (HPU)         |
| 22.   | Grand Prix Cholet-Pays de la Loire       | 1.2  | Audrey Cordon (WHT)        |
| 29.   | Trofeo Alfredo Binda-Comune di Cittiglio | CDM  | Elizabeth Armitstead (DLT) |
| 29.   | Gent-Wevelgem                            | 1.2  | Floortje Mackaij (TLP)     |

### April
| Datum    | Rennen                      | Kat. | Siegerin (UCI-Team)        |
| -------- | --------------------------- | ---- | -------------------------- |
| 5        | Flandern-Rundfahrt          | CDM  | Elisa Longo Borghini (WHT) |
| 6.       | Grand Prix de Dottignies    | 1.2  | Roxane Fournier (FUT)      |
| 8.–10.   | Thailand-Rundfahrt          | 2.2  | Meng Zhao Juan             |
| 8.–12.   | Energiewacht Tour           | 2.2  | Lisa Brennauer (VEL)       |
| 19       | Ronde van Gelderland        | 1.2  | Kirsten Wild (HPU)         |
| 22.      | La Flèche Wallonne Féminine | CDM  | Anna van der Breggen (RBW) |
| 23.–26.  | Joe Martin Stage Race       | 2.2  | Lauren Stephens (TIB)      |
| 25.      | Omloop van Borsele          | 1.2  | Kirsten Wild (HPU)         |
| 26.      | Dwars door de Westhoek      | 1.1  | Élise Delzenne (VEL)       |
| 27.      | PMB Road Classic            | 1.2  | Cherise Stander            |
| 29.–3.5. | Tour of the Gila            | 2.2  | Mara Abbott (WHT)          |
| 30.–3.5. | Gracia Orlová               | 2.2  | Alena Amjaljussik (VEL)    |

### Mai
| Datum   | Rennen                                              | Kat. | Siegerin (UCI-Team)        |
| ------- | --------------------------------------------------- | ---- | -------------------------- |
| 1.      | Ronde van Overijssel                                | 1.1  | Lauren Kitchen (HPU)       |
| 1.–3.   | Grand Prix Elsy Jacobs                              | 2.1  | Anna van der Breggen (RBW) |
| 3.      | Hibiscus Cycle Classic                              | 1.2  | Cherise Stander            |
| 7.      | Panamerikanische Meisterschaften – Einzelzeitfahren | CC   | Carmen Small               |
| 8.–10.  | Kalifornien-Rundfahrt                               | 2.1  | Trixi Worrack (VEL)        |
| 9.      | Panamerikanische Meisterschaften – Straßenrennen    | CC   | Marlies Mejías             |
| 9.      | 7-Dorpenomloop Aalburg                              | 1.2  | Chloe Hosking (WHT)        |
| 13.–15. | Tour of Chongming Island                            | 2.1  | Kirsten Wild (HPU)         |
| 16.     | Kalifornien-Rundfahrt – Einzelzeitfahren            | 1.1  | Evelyn Stevens (DLT)       |
| 16.     | Trofee Maarten Wynants                              | 1.2  | Natalie van Gogh (PHV)     |
| 16.     | Copa Federación Venezolana de Ciclismo              | 1.2  | Gleydimar Tapia            |
| 17.     | Clásico FVCiclismo Corre Por la VIDA                | 1.2  | Paola Muñoz                |
| 18.     | Tour of Chongming Island World Cup                  | CDM  | Giorgia Bronzini (WHT)     |
| 20.–22. | Tour of Zhoushan Island                             | 2.2  | Lauren Kitchen (HPU)       |
| 29.     | Boels Rental Hills Classic                          | 1.1  | Elizabeth Armitstead (DLT) |
| 29.     | La Classique Morbihan                               | 1.2  | Chloe Hosking (WHT)        |
| 30.     | Grand Prix de Plumelec-Morbihan Dames               | 1.1  | Sheyla Gutiérrez (LTK)     |
| 31.     | Gooik-Geraardsbergen-Gooik                          | 1.1  | Gracie Elvin (OGE)         |
| 31.     | Winston-Salem Cycling Classic                       | 1.2  | Alena Amjaljussik (VEL)    |

### Juni
| Datum   | Rennen                          | Kat. | Siegerin (UCI-Team)        |
| ------- | ------------------------------- | ---- | -------------------------- |
| 2.      | Grand Prix of Maykop            | 1.2  | Anastasiia Iakovenko (SEF) |
| 3.–6.   | Tour of Adygeya                 | 2.2  | Svetlana Vasilieva         |
| 4.      | Grand Prix cycliste de Gatineau | 1.1  | Kirsten Wild (HPU)         |
| 5.      | Chrono Gatineau                 | 1.1  | Carmen Small (OPW)         |
| 5.–7.   | Auensteiner Radsporttage        | 2.2  | Ashleigh Moolman (BCT)     |
| 7.      | Philadelphia Cycling Classic    | CDM  | Elizabeth Armitstead (DLT) |
| 9.      | Durango–Durango Emakumeen Saria | 1.2  | Emma Johansson (OGE)       |
| 10.–14. | Emakumeen Euskal Bira           | 2.1  | Katarzyna Niewiadoma (RBW) |
| 11.–14. | Vuelta a Costa Rica             | 2.2  | Milagro Mena               |
| 12.     | Ljubljana-Domzale-Ljubljana TT  | 1.2  | Tatjana Antoschina (SEF)   |
| 14.     | Diamond Tour                    | 1.2  | Jolien D’hoore (LBL)       |
| 14.     | Frauen GP Gippingen             | 1.2  | Anouska Koster (RBW)       |
| 17.–21. | The Women’s Tour                | 2.1  | Lisa Brennauer (VEL)       |
| 20.     | Omloop van de IJsseldeltaa      | 1.2  | Kirsten Wild (HPU)         |
| 20.     | Giro del Trentino Alto Adige    | 1.1  | Amanda Spratt (OGE)        |

### Juli
| Datum   | Rennen                                     | Kat. | Siegerin (UCI-Team)        |
| ------- | ------------------------------------------ | ---- | -------------------------- |
| 3.–12.  | Giro d’Italia Femminile                    | 2.1  | Anna van der Breggen (RBW) |
| 9.–12.  | Tour de Feminin – O cenu Českého Švýcarska | 2.2  | Tatjana Antoschina (SEF)   |
| 12.     | White Spot-Delta Road Race                 | 1.2  | Shelley Olds (ALE)         |
| 16.–19. | Tour de Bretagne                           | 2.2  | Ilaria Sanguineti (BPK)    |
| 17.–19. | BeNe Ladies Tour                           | 2.2  | Jolien D’hoore (WHT)       |
| 17.–23. | Thüringen-Rundfahrt                        | 2.1  | Emma Johansson (OGE)       |
| 26.     | La Course by Le Tour de France             | 1.1  | Anna van der Breggen (RBW) |

### August
| Datum   | Rennen                                     | Kat. | Siegerin (UCI-Team)         |                             |
| ------- | ------------------------------------------ | ---- | --------------------------- | --------------------------- |
| 1.      | Erpe-Mere-Erondegem                        | 1.2  | Thalita de Jong (RBW)       |                             |
| 2.      | Sparkassen Giro Bochum                     | CDM  | Barbara Guarischi (VEL)     |                             |
| 7.      | U23-Europameisterschaft – Einzelzeitfahren | CC   | Mieke Kröger                |                             |
| 8.      | U23-Europameisterschaft – Straßenrennen    | CC   | Katarzyna Niewiadoma        |                             |
| 8.–16.  | Route de France Féminine                   | 2.1  | Elisa Longo Borghini (WHT)  |                             |
| 14.–16. | Tour of Norway                             | 2.2  | Megan Guarnier (DLT)        |                             |
| 21.     | Open de Suède Vårgårda (MZF)               | CDM  | Rabo Liv Women Cycling Team | Rabo Liv Women Cycling Team |
| 22.–27. | Trophée d’Or Féminin                       | 2.2  | Rachel Neylan (OGE)         |                             |
| 23.     | Open de Suède Vårgårda                     | CDM  | Jolien D’hoore (WHT)        |                             |
| 29.     | Grand Prix de Plouay-Bretagne              | CDM  | Elizabeth Armitstead (DLT)  |                             |

### September
| Datum   | Rennen                                                 | Kat. | Siegerin (UCI-Team)       |
| ------- | ------------------------------------------------------ | ---- | ------------------------- |
| 1.–6.   | Boels Rental Ladies Tour                               | 2.1  | Lisa Brennauer (VEL)      |
| 2.–7.   | Tour Cycliste Féminin International de l’Ardèche       | 2.2  | Tayler Wiles (VEL)        |
| 8.–11.  | Lotto Belisol Belgium Tour                             | 2.2  | Emma Johansson (OGE)      |
| 11.–13. | Giro della Toscana Femminile – Memorial Michela Fanini | 2.2  | Małgorzata Jasińska (ALE) |
| 13.     | Chrono Champenois                                      | 1.1  | Ann-Sophie Duyck (VLL)    |
| 13.     | La Madrid Challenge by La Vuelta                       | 1.1  | Shelley Olds (ALE)        |
| 20.     | Weltmeisterschaften – Teamzeitfahren                   | CM   | Velocio-SRAM              |
| 22      | Weltmeisterschaften – Einzelzeitfahren                 | CM   | Linda Villumsen           |
| 26.     | Weltmeisterschaften – Straßenrennen                    | CM   | Elizabeth Armitstead      |

### Oktober
| Datum | Rennen             | Kat. | Siegerin (UCI-Team)        |
| ----- | ------------------ | ---- | -------------------------- |
| 10    | Giro dell’Emilia   | 1.2  | Elisa Longo Borghini (WHT) |
| 18    | Chrono des Nations | 1.1  | Tatjana Antoschina (SEF)   |

### November
| Datum | Rennen               | Kat. | Siegerin (UCI-Team)    |
| ----- | -------------------- | ---- | ---------------------- |
| 15    | 94.7 Cycle Challenge | 1.1  | Ashleigh Moolman (BCT) |

## Weltranglisten
(Stand der Weltrangliste zum Saisonende)
| #   | Fahrerin               | Nation                 | Points  |
| --- | ---------------------- | ---------------------- | ------- |
| 1.  | Anna van der Breggen   | Niederlande            | 1257.75 |
| 2.  | Elizabeth Armitstead   | Vereinigtes Konigreich | 1024.5  |
| 3.  | Jolien D’hoore         | Belgien                | 962     |
| 4.  | Emma Johansson         | Schweden               | 928     |
| 5.  | Elisa Longo Borghini   | Italien                | 864     |
| 6.  | Ashleigh Moolman-Pasio | Sudafrika              | 764.17  |
| 7.  | Lisa Brennauer         | Deutschland            | 725     |
| 8.  | Megan Guarnier         | Vereinigte Staaten     | 719.67  |
| 9.  | Kirsten Wild           | Niederlande            | 690.25  |
| 10. | Lucinda Brand          | Niederlande            | 648.75  |

| #   | Team                                       | Nation                 | Punkte  |
| --- | ------------------------------------------ | ---------------------- | ------- |
| 1.  | Rabo Liv Womens Cycling Team               | Niederlande            | 3120.5  |
| 2.  | Boels Dolmans Cyclingteam                  | Niederlande            | 2929.92 |
| 3.  | Wiggle Honda                               | Vereinigtes Konigreich | 2735    |
| 4.  | Velocio-SRAM                               | Deutschland            | 2321    |
| 5.  | Bigla Pro Cycling Team                     | Schweiz                | 1774.67 |
| 6.  | Orica-AIS                                  | Australien             | 1768.67 |
| 7.  | Hitec Products                             | Norwegen               | 1275.17 |
| 8.  | Liv-Plantur                                | Niederlande            | 1010.5  |
| 9.  | Ale Cipollini                              | Italien                | 879.5   |
| 10. | UnitedHealthcare Professional Cycling Team | Vereinigte Staaten     | 770.33  |

| #   | Nation                 | Punkte  |
| --- | ---------------------- | ------- |
| 1.  | Niederlande            | 3645,5  |
| 2.  | Vereinigte Staaten     | 2312,59 |
| 3.  | Italien                | 2228    |
| 4.  | Australien             | 1555,34 |
| 5.  | Vereinigtes Königreich | 1413,5  |
| 6.  | Belgien                | 1390,5  |
| 7.  | Deutschland            | 1374    |
| 8.  | Frankreich             | 1153    |
| 9.  | Südafrika              | 1060,51 |
| 10. | Schweden               | 1035,5  |